# Monochaetum deppeanum
Monochaetum deppeanum là một loài thực vật có hoa trong họ Mua. Loài này được (Schltdl. & Cham.) Naudin mô tả khoa học đầu tiên năm 1850.